# Калиновка (Байкаловский район)
Калиновка — деревня в Байкаловском районе Свердловской области. Входит в состав Байкаловского сельского поселения. Управляется Липовской сельской администрацией.

## География
Населённый пункт расположен на правом берегу реки Липовка в 9 километрах на юго-запад от села Байкалово — административного центра района.

### Часовой пояс
Калиновка, как и вся Свердловская область, находится в часовой зоне МСК+2. Смещение применяемого времени относительно UTC составляет +5:00.

## История
В 1961 году указом Президиума Верховного Совета РСФСР деревня Худышина переименована в Калиновку.

## Население
| 2002 | 2010 | 2021 |
| ---- | ---- | ---- |
| 124  | ↘102 | ↘88  |

## Инфраструктура
Деревня разделена на три улицы (Октябрьская, Первомайская, Северная).